# Luden strandråg
Luden strandråg (Leymus mollis) är en gräsart som först beskrevs av Carl Bernhard von Trinius, och fick sitt nu gällande namn av Pilg.. Enligt Catalogue of Life ingår Luden strandråg i släktet strandrågssläktet och familjen gräs, men enligt Dyntaxa är tillhörigheten istället släktet strandrågssläktet och familjen gräs. Arten har ej påträffats i Sverige. Inga underarter finns listade i Catalogue of Life.

## Bildgalleri

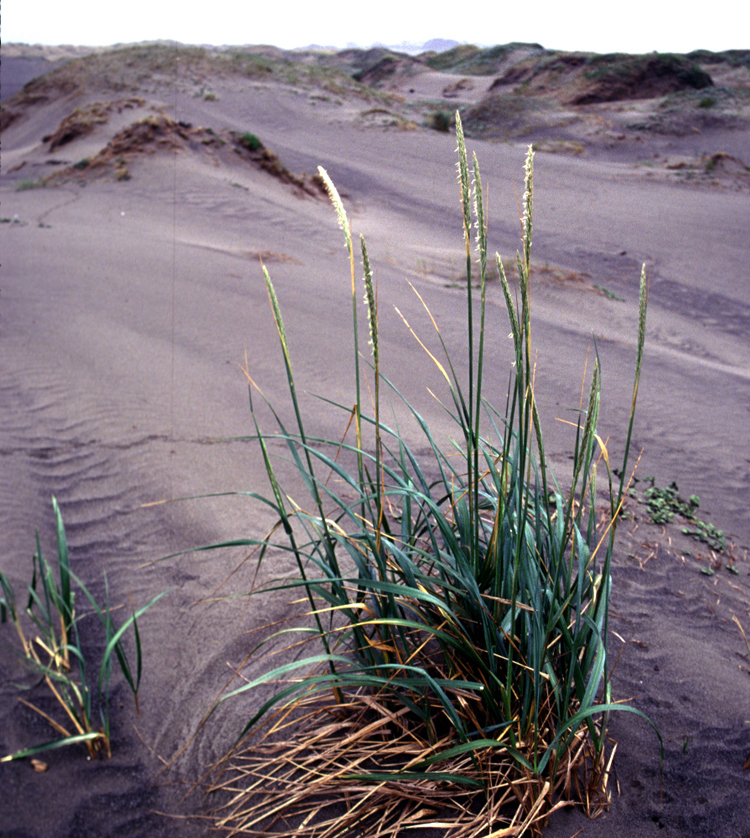